# Chromatomyia alopecuri
Chromatomyia alopecuri är en tvåvingeart som beskrevs av Griffiths 1980. Chromatomyia alopecuri ingår i släktet Chromatomyia och familjen minerarflugor.
Artens utbredningsområde är Alberta. Inga underarter finns listade i Catalogue of Life.